# Urbana San Juan de Payara
Pour les articles homonymes, voir Payara.
Urbana San Juan de Payara est l'une des trois paroisses civiles de la municipalité de Pedro Camejo dans l'État d'Apure au Venezuela. Sa capitale est San Juan de Payara, chef-lieu de la municipalité.

## Géographie

### Démographie
Hormis sa capitale San Juan de Payara, la paroisse civile possède plusieurs localités dont :
- Costa de Apure Seco
- Costa Apure Sequito
- Costa de Atamaica
- Costa de Atamaiquita
- Las Delicias
- Paso Bucaral
- San Juan de Payara
- San Nicolás